# East Bengal FC
East Bengal FC (ook bekend als East Bengal Football Club) is een Indische voetbalclub uit Calcutta.
De club werd opgericht in 1920 en was in 1996 een van de stichtende leden van de National Football League. In 2020 maakte de club de overstap van de I-League naar de Indian Super League.

## Bekende spelers
- Leo Bertos
- Bhaichung Bhutia
- John Devine
- Cavin Lobo
- Abhijit Mondal
- Penn Orji